# Idiostoloidea
Super-famille
Les Idiostoloidea sont une super-famille d'insectes hétéroptères (punaises).

## Description
Ces punaises ressemblent à des Lygaeoidea, de forme allongée à robuste, qui mesurent entre 4.5 et 7 mm de long. Les membranes ont des veines ramifiées et qui se réunissent (dites anastomosées), formant des alvéoles. Elles se caractérisent également par des trichobothries abdominales courtes, présentes près du milieu sur les sternites 3 et 4. Les spiracles abdominaux sont ventraux. Le 7e tergite n'a pas de latérotergite,.

## Répartition
Ces punaises ne se rencontrent que dans l'hémisphère sud, avec une répartition transantarctique (ou circum-antarctique), au Sud de l'Amérique du Sud d'une part, et en Australie et en Tasmanie d'autre part. 

## Biologie
La biologie de ces punaises est très peu connue. Elles habitent dans la litière de forêts ou la mousse.

## Systématique
Ce taxon a été proposé en 1967 par l'hétéroptériste Pavel Štys, pour rendre compte du caractère plésiomorphique (ancestral) des Idiostolidae, jusqu'alors considérés comme appartenant aux Lygaeidae, d'abord dans la sous-famille des Heterogastrinae Stål, 1872, puis dans une sous-famille adhoc, les Idiostolinae, créée par Scudder en 1962. Depuis, la plupart des hétéroptéristes ont reconnu le caractère isolé de ce groupe au sein de l'infra-ordre des Pentatomomorpha. En 1997, Thomas J. Henry redéfinit cette super-famille dans une perspective cladistique et y inclut une seconde famille, monotypique, les Henicocoridae. Au total, cette super-famille ne comprend que 6 espèces dans 4 genres.

### Liste des familles
Selon ITIS (9 octobre 2022) :
- famille Henicocoridae Woodward, 1968
- famille Idiostolidae Scudder, 1962